# Tsakhir
Tsakhir (tiếng Mông Cổ: Цахир) là một sum của tỉnh Arkhangai tại miền trung Mông Cổ. Vào năm 2009, dân số của sum là 2.143 người.

## Địa lý
Sum Tsakhir nằm ở vùng cực tây của tỉnh. Nó giáp với sum Tariat ở phía đông và Khangai ở phía nam. Phía tây giáp với tỉnh Zavkhan. Ở phía bắc là tỉnh Khövsgöl, và ở phía nam là tỉnh Bayankhongor.

### Khí hậu
Khu vực này có khí hậu cận Bắc Cực. Nhiệt độ trung bình hàng năm trong khu vực của -2 °C. Tháng ấm nhất là tháng 7, khi nhiệt độ trung bình là 16 °C và lạnh nhất là tháng 1, với -22 °C.  Lượng mưa trung bình hàng năm là 311 mm. Tháng có mưa nhiều nhất là tháng 8, với lượng mưa trung bình 68 mm và khô nhất là tháng 2, với lượng mưa 4 mm.

## Hành chính
Sum Tsakhir được chia thành 3 bag (xã):
- Khan-Uul
- Bayangol
- Tsakhir

## Người nổi tiếng
- Radnaasümbereliin Gonchigdorj (sinh năm 1953) - chính trị gia thuộc Đảng Xã hội Dân chủ Mông Cổ[5]